# Laurent Duthion
 (avril 2012).
Si vous disposez d'ouvrages ou d'articles de référence ou si vous connaissez des sites web de qualité traitant du thème abordé ici, merci de compléter l'article en donnant les références utiles à sa vérifiabilité et en les liant à la section « Notes et références ».
Laurent Duthion, né à Rennes (France) le 7 avril 1972, est un artiste plasticien et un écrivain français. Sa pratique plastique est particulièrement étendue puisqu'elle aborde des champs aussi diversifiés que la recherche médicale ou horticole, la chimie moléculaire, la musique expérimentale, la science-fiction, la cuisine.  Cette diversité qui intervient tant dans le domaine théorique de son travail que dans la conception et la réalisation de ses œuvres l’amène régulièrement à collaborer avec des scientifiques. En 2007, il s’est rendu en Antarctique en compagnie de chercheurs et a participé aux missions Ichtyologie côtière en Terre Adélie (ICOTA) et la campagne ALBION. En 2010, il a publié son premier livre Transsubstantiation etc..

## Démarche
Le travail de Laurent Duthion à la croisée de l’art et de la science suit un développement organique dans un corpus qu’il détermine lui-même comme étant à la fois individu et population, faisant ainsi référence au principe de superorganisme théorisé entre autres par Lynn Margulis. Si la diversité des techniques utilisées se trouvant souvent associées lors de ses expositions peut rappeler le principe du Gesamtkunstwerk, lui préfère présenter son travail comme une forme de structure dissipative, en référence  au travail scientifique d’Ilya Prigogine, insistant ainsi sur la capacité d’auto-engendrement et de transformation presque biologique de sa production. Il est d’ailleurs l’un des rares artistes à réaliser des œuvres vivantes, notamment des plantes modifiées. Depuis ses débuts en 1999, il semble délibérément favoriser les expositions et interventions monographiques aux expositions collectives. Il a notamment exposé en France, Belgique, Italie, Espagne.

## Œuvres littéraires
- Transsubstantiation etc.,  (ISBN 978-2-9536923-0-3)

## Expositions
- 2017 : HubHug Sculpture Project[4], 40mcube HubHug, Liffré. Commissariat : 40mcube